# 구경찰대학체육시설
구경찰대학체육시설(舊警察大學體育施設, Former Korean National Police University Sports Facilities)은 대한민국 경기도 용인시에 있는 스포츠 시설이다. 천연잔디 필드와 우레탄 트랙이 갖춰진 경기장이며, 1984년 4월에 준공되었다. 1983년부터 2016년 2월까지 경기도 용인시로 이전한 경찰대학 내 체육시설로 사용되었다. 경찰대학이 충청남도 아산시로 이전이 결정되자, 한국토지주택공사가 3,177억 원에 매입하고, 용인시청에 시설 사용 권한을 이양했다.

## 참고 문헌
- “구경찰대학체육시설”. 용인도시공사.[깨진 링크(과거 내용 찾기)]

## 같이 보기
- 경찰대학
- 경찰 축구단